# Adéu, Sabata
Adeu, Sabata (títol original en italià: Indio Black, sai che ti dico: Sei un gran figlio di...) és una pel·lícula italiana dirigida per Frank Kramer, estrenada el 1970. Ha estat doblada al català.

## Argument
Aventurer vestit de negre i utilitzant un fusell-harmònica, Sabata s'ajunta amb revolucionaris mexicans per apoderar-se d'un tresor destinat a l'emperador Maximilià.

## Repartiment
- Yul Brynner: Sabata / Indio Black
- Dean Reed: Ballantine
- Pedro Sanchez: Escudo
- Gérard Herter: el coronel Skimmel
- Sal Borgese: Septiembre
- Nieves Navarro: La ballarina al saló de Kingsville

## Al voltant de la pel·lícula
- El personnage de Sabata inspira altres westerns de la mateixa època a Itàlia :
  - Lo irritarono i Santana fece piazza pulita de Rafael Romero-Marchent - 1970
  - Arriva Sabata! de Tulio Demicheli - 1970
  - Wanted Sabata de Roberto Mauri - 1970
  - Sei già cadavere amico... ti cerca Garringo ! de Juan Bosch - 1970
  - Prima ti perdono... poi t'ammazzo de Juan Bosch - 1970
  - Quel maledetto giorno della resa dei conti de Sergio Garrone - 1971
  - I due figli di Trinità d'Osvaldo Civirani - 1972

Així com un film eròtic franco-belga, Les Filles du Golden Saloon de Gilbert Roussel el 1975.